# Косміна Наталія Борисівна
Наталія Борисівна Косміна (8 листопада 1982) — українська спортсменка з настільного тенісу. Чемпіонка Літніх Паралімпійських ігор. Майстер спорту України міжнародного класу.

## З життєпису
Займається настільним тенісом у Миколаївському регіональному центрі з фізичної культури і спорту інвалідів «Інваспорт».
Чемпіонка Європи 2013 року.
Бронзова призерка Чемпіонату світу 2014 року.
Срібна призерка чемпіонату Європи 2015 року.
Дворазова чемпіонка міжнародних турнірів 2016 року.

## Відзнаки та нагороди
- Орден «За заслуги» III ст. (4 жовтня 2016) — За досягнення високих спортивних результатів на XV літніх Паралімпійських іграх 2016 року в місті Ріо-де-Жанейро (Федеративна Республіка Бразилія), виявлені мужність, самовідданість та волю до перемоги, утвердження міжнародного авторитету України[1]